# 田中良子 (女優)
田中 良子（たなか りょうこ、1977年3月24日 - ）は、日本の女優。兵庫県出身。オフィス・メイ業務提携。AND ENDLESSに所属しており、2014年に同劇団の村田洋二郎と結婚。挙式は10月1日に出雲大社で行われた。

## 経歴
- 1997年、AND ENDLESS入団。多くの西田作品に出演し、劇団の看板女優となる。
- 2014年6月、同じ劇団員の村田洋二郎と結婚[5]。
- 2022年1月1日、第一子を出産[6]。
- 2023年4月、オフィス・メイと業務提携を結ぶ[1][7]。

## 人物
- 西田大輔とは大学の同級生である[8]。
- 愛猫の名前ははなまるとはにまる[9]。
- SNS上では夫はジローさん、息子の愛称はガンタンク[10]。一家をゴリラ、ロボ、ネコ二匹の絵文字で表現したり、村田中家と表記したりもする。
- 演技については「普段の印象と異なり、舞台に立つと役柄に憑依するような大胆かつ繊細な演技」と紹介されている[11]。

## 出演作品

### AND ENDLESS公演
入団よりAND ENDLESSの多数の公演に出演。
1997年
- 風が咲く場所へ FOREVER IN BLUE（2月） - 奈々 役
- MOVE 〜Reign over the whole land〜（8月） - お濃 役
- フランスについた日（7月）

1998年
- 300年目の月夜に THE NIGHT 完全版（1月） - リユ 役
- RED Returning Entire Destiny（4月） - 静御前 役
- 白の花束、黒に空。（8月） - ティア 役

1999年
- 堕天 神殿（4月） - 斎藤一 役
- DRESS 新説・鬼ヶ島（7月） - 酒天童子 役
- 邯鄲の夢（10月） - 未樹 役
- PRAY 皇帝か無か（12月） - ドン・ミケロット 役

2000年
- 美しの水 BLUE-Blessed Love Under the Edge / RED-Returning Entire Destiny（4月 - 5月） - 静御前 役
- フランスについた日（7月） - 三島夏衣 役
- DECADANCE-戦え。（8月） - ルシア 役
- 楽園（11月） - 妻 役

2001年
- 乙姫の灰 THE PRINCESS ASH（2月） - 雪 役
- 堕天 神殿（4月 - 5月） - 斉藤一 役
- 西遊記〜千変万化〜（7月） - 玄奘 役
- Cornelia（12月） - マリー 役

2002年
- 美しの水 White Blue Red（5月 - 6月） - 平賀静、静御前 役
- 美しの水 外伝 −Purple−（6月） - 平賀静、静御前 役
- ホタル（8月） - 山岸 役
- PSY･S（11月） - リオン 役

2003年
- GARNET OPERA（1月） - お濃 役
- Shorts（6月） - お濃 役 他
- 堕天・神殿（8月） - 斉藤一 役

2004年
- MEMO あなたは何を残しますか。（1月） - 三島幸子 役
- 邯鄲の夢（2月 - 3月） - ダレカ 役
- DECADANCE（4月 - 5月） - ルシア 役
- FANTASISTA（8月） - アリサ 役

2005年
- 西遊記 千変万化/百花繚乱（2月） - 玄奘 役
- 桜の森の満開の下（5月） - 語り女 役
- SYNCHRONICITY LULLABY（10月） - ルカ 役

2006年
- BIRTHDAY（1月） - キミカ 役
- キリテ（3月） - ヨリナ 役
- 美しの水（5月 - 6月・9月） - 平賀静、静御前 役

2007年
- GARNET OPERA（1月） - お濃 役
- ONLY SILVER FISH +GOLD FISH（5月） - 「ONLY SILVER FISH」エミリ 役、「+GOLD FISH」クラリス 役
- 子どものナイフ（8月 - 9月） - コンスタンツェ/アロイジア 役
- CLASSICS I（11月 - 12月） - オリヴィエ 役 他

2008年
- 堕天・神殿・遅咲きの蒼（5月） - 斉藤一 役
- DECADANCE I光と影/ II太陽の子/ IIIハイノミドリ（8月） - ルシア 役 他
- CLASSICS II（12月） - 女 役 他

2009年
- WORLDS THE Tempest /十三夜（5月 - 6月） - シーリーズ 役 他
- 桜の森の満開の下（11月 - 12月） - 語り女 役

2010年
- PANDORA’S BY ME NEW WORLD/FANTASISTA（5月） - グレイス・アニー  役 他
- 枯れるやまぁ のたりのたりと まほろばよ あぁ悲しかろ あぁ咲かしたろ（7月 - 8月） - 桔梗 役
- ゆめゆめこのじ/ Madam river and Mr.sofa（12月） - 「ゆめゆめこのじ」秋雪 役、おりょう 役「Madam river and Mr.sofa」ドーリー 役、ヴェラ 役

2011年
- 堕天・神殿・遅咲きの蒼（4月 - 5月） - 斉藤一 役
- 熱海殺人事件（7月） - 木村伝兵衛部長刑事 役
- 美しの水 White / Blue / Red / Purple 黄金、願い、御伽、息吹、大地（8月 - 9月） - 平賀靜/静御前 役

2012年
- RE-INCARNATION（2月） - 張郃儁乂（） 役
- Re:ALICE（4月） - ノートン 役
- 四谷怪談（7月） - お岩・柵瑞 役

2013年
- 陽炎ペイン（1月） - イニシェ 役
- RE-INCARNATION 再演（8月） - 周瑜公瑾 役 
- RE-INCARNATION RE-BIRTH（9月） - 張郃儁乂 役
- 知り難きこと陰の如く、動くこと雷霆の如し（12月）

2014年
- RUSTRAIN FISH（9月）
- RE-INCARNATION RE-VIVAL（12月 - 2015年1月） - 周瑜公瑾 役 

2015年
- チックジョ〜〜（10月） - お濃 役
- RE-INCARNATION RE-SOLVE（12月 - 2016年1月）

2016年
- ENDorphin（12月）

### 外部出演
1996年 - 2010年
- TAKE IT EASY! 『天使は瞳を閉じて』（1996年）
- TAKE IT EASY! 『na na na』（1997年）
- KOMACHI『源狼記〜JU－CHI』（2000年）
- KOMACHI『メルヒェン〜夏の陣〜』（2001年）
- KOMACHI『メルヒェン〜エルサレムから〜』（2002年）
- 後藤凌二プロデュース『Perfect '99』（2003年）
- ダイスプロデュース『ひみつきち』（2007年3月）
- ダイスプロデュース『となりの守護神（）』（2008年2月）
- H&M PRESS presents 日仏交流150周年記念公演『ムーラン・ドゥ・ラ・ギャレット』（2009年9月）
- レッド・フェイスプロデュース『爾汝の社（） 再来』（2010年1月）
- レッド・フェイスプロデュース『狢』（2010年10月） - 破軍 役

2011年
- レッド・フェイスプロデュース『七働伽藍』（4月） - 八百比丘尼 役
- RAGTIME S&D session1『NEW WORLD / ESORA』（6月）
- レッド・フェイスプロデュース『呑象 DONSYO』（11月）
- B×b『FRONT LINE mission2:The Shining』（11月 - 12月）

2012年
- 南青山マンダラ presents『岸田国士を読む』（3月）
- ロデオ★座★ヘヴン 1st act『セレンディピティ -CUT THE WORLD-』（4月）
- ミュージカル『走れメロス』（9月）
- 舞台『一騎当千』 （11月 - 12月） - 呉栄 役

2013年
- ロデオ★座★ヘヴン『マリー・ボドニック』（4月）
- パライソの海 〜小さな花の夜霧に映る月〜（7月 - 8月）
- 『キリンの夢』光クラブ事件 人生ハ スベテ コレ 劇場ナリ（10月 - 11月）

2014年
- BASARA 第2章（1月） - 千草 役
- REVELATION GARDEN - スパルタクスの反乱 -（2月 - 3月）
- 夢々×語×勿（）（4月）
- ゆめゆめこのじ（5月）
- ゲキバカ『0号』（7月）
- LAST BLACK FISH（1月）
- animoproduce 第1回舞台公演『MY LIFE〜今よりも、少しだけ高い場所へ〜』（6月）
- bpm本公演『ネバーランド☆A GO! GO!』（8月）

2015年
- ひと夏のアクエリオン 一万年と二千年前から愛してる（7月） - 星影/演劇部部長 役
- 劇団キャットミント『リジー・ボーデン事件』（8月）
- 劇団暴創族『The Last Snow〜雪女物語』（10月）
- From Chester Copperpot（11月） - 『The Tempest』シーリーズ 役、『NEW WORLD』グレイス・アニー 役

2016年
- バンタムクラスステージ『ルルドの森』（2月）
- 戦場ヶ原神戦伝（3月）
- REDFACE PRODUCE VOL. 57『七慟伽藍 其の十三』（4月） - 八百比丘尼 役
- クジラの子らは砂上に歌う（4月） - ラシャ 役
- THE REDFACE PRODUCE VOL. 56『カルメン OPERA COMIC』（5月） - ジュヌビエーヴ 役
- ゲキバカ『ごんべい』（5月） - 九尾狐 役
- DisGOONie Presents Vol.3 Sin of Sleeping Snow（6月）
- SP/ACE=project『Macbeth SC』（10月） - マクベス夫人 役
- L&L企画『コウの花嫁』（10月）

2017年
- Wake Up, Girls! 青葉の記録（1月） - 丹下順子 役
- DisGOONie Presents Vol.4『From Three Sons of Mama Fratelli』（6月 - 7月）
- ピウス企画『トレーディングライフ』（7月）
- 四月は君の嘘（8月 - 9月） - 有馬早希 役
- THE REDFACE PRODUCE VOL.71『ティファニーで朝食を』（9月）
- 『青の祓魔師』島根イルミナティ篇（10月 - 11月）
- THE REDFACE PRODUCE VOL.72『ティファニーで朝食を2』（11月）
- 四谷怪談（12月） - お岩・柵瑞役 

2018年
- 『クジラの子らは砂上に歌う』再演（1月 - 2月） - ラシャ 役
- ヒット撃つまで僕達は死ねない（3月） - 桜 役
- THE REDFACE PRODUCE VOL.73『ティファニーで朝食を3』（4月）
- ピウス企画『ゲームブレイカー』（4月）
- Wake Up, Girls! 青葉の軌跡（6月） - 丹下順子 役
- 東プロダクション プロデュース公演vol.2『みんな仲良く』（6月 - 7月）
- 舞台『野球』飛行機雲のホームラン〜Homerun of Contrail（7月 - 8月） - 唐澤ユメ 役 
- 音楽朗読劇『ヘブンズ・レコード〜青空篇〜』第2話「残り湯」（10月）
- bpm本公演『聖の夜』（12月）
- RE-INCARNATION RE-COLLECT（12月）

2019年
- からくりサーカス（1月） - ルシール・ベルヌイユ 役
- DisGOONie Presents Vol.5『PHANTOM WORDS』（3月） - 黄石公 役
- 西遊記〜千変万化〜（4月 - 5月）
- サゼン -TANGE SAZEN-（5月）
- DisGOONie Presents Vol.6 舞台『PANDORA』（7月）
- ピウス企画『ヒューマンエラー』（8月）
- ロデオ★座★ヘヴン『日本演劇総理大臣賞』（10月）
- DisGOONie Presents Vol.7 舞台『PSY・S〜PRESENT SECRET YOUNG SHERLOCK〜』（11月）
- 巌窟王 Le theatre（12月） - ビクトリア・ド・ダングラール 役

2020年
- DECADANCE（1月 - 2月）
- 饗宴『エイリアンハンドシンドローム』（9月）
- 知り難きこと陰の如く、動くこと雷霆（）の如し。（12月） - 陪審員12 役

2021年
- DisGOONie Presents Vol.9 舞台『GHOST WRITER』（1月）
- RUST RAIN FISH（9月 - 10月） - 星野（仮）  役

2022年
- 饗宴『chill moratorium』（5月）
- 朗読×音楽 なかがわ・なかがわproduce『青い鳥と、犬と猫。』（4月 - 5月）
- 薔薇王の葬列（6月） - マーガレット 役
- 青の炎（10月- 11月） - 櫛森友子 役

2023年
- DisGOONie Presents Vol.12 舞台『玉蜻 〜新説・八犬伝』（2月） - 玉梓 役
- Arcana Shadow（アルカナシャドウ）（7月）※木﨑ゆりあの代役で出演
- ゲキバカ『0号』（8月） - 千代子 役
- ETERNAL GHOST FISH -永恒机关魚-（10月）

2024年
- 夢職人と忘れじの黒い妖精（8月） - マム 役
- DisGOONie Presents Vol.14 reading mindfulness『chill moratorium』チルモラトリアム（9月）

2025年
- もしも彼女が関ヶ原を戦ったら（2月） - 司馬山幹子 役
- DisGOONie Presents Vol.15 舞台『恋ひ付喪神ひら』（6月） - 上杉謙信 役
- 朗読劇『少年のアビス』（7月） - 黒瀬夕子役

### バラエティ番組
- 万田TV（2009年、テレビ埼玉） - 万田もえ 役

### 映画
- ちょき（2016年）[161]

### テレビドラマ
- Re:フォロワー 第3話（2019年、朝日放送テレビ） -  青池唯 役[162]

### 配信ドラマ
- 陰キャなアイツが義理の兄!?（2024年） - 飯島あかり 役[163][164]

### その他
- エンドレス・アカデミー（2025年） - 講師[165]

## プロデュース作品
- icecream happy『monography』（2002年）
- icecream happy『ゆめゆめこのじ』（2007年）[166]